# Буллок, Стив
Стив Бу́ллок (англ. Steve Bullock; род. 11 апреля 1966, Мизула, Монтана, США) — американский политик, адвокат и бывший профессор. 24-й губернатор штата Монтана (2013—2021). Член Демократической партии.
Буллок занимал место в Национальной Ассоциации Губернаторов с 2018 по 2019 год.

## Биография
Буллок родился в 1966 году в городе Миссула в семье учителей, и вырос в городе Хелена. Его мать Пенни Коппс (англ. Penny Copps) была попечителем школьного совета в городе Хелена, а отчим Джек Коппс (англ. Jack Copps) — школьным инспектором в городах Хелена и Биллингс. В 1984 году Буллок окончил Helena High School, после чего изучал право в калифорнийском колледже Claremont McKenna и в Колумбийском университете.
В начале 1990-х годов Буллок начал карьеру в качестве юридического советника. В частности, был помощником тогдашнего секретаря штата Монтана Майка Куни. В то время он также работал в департаменте юстиции Монтаны и с 1997 по 2001 год был заместителем генерального прокурора штата Джо Мазурека.
В 2000 году Буллок был кандидатом в генеральные прокуроры Монтаны, однако проиграл внутрипартийные праймериз. С 2001 по 2004 год он работал в вашингтонгской юридической фирме Steptoe & Johnson. Буллок также был приглашённым профессором в университете Джорджа Вашингтона. С 2004 по 2008 год он возглавлял собственную юридическую фирму в городе Хелена, где представлял интересы простых людей, потребительских организаций, профсоюзов, полицейских, а также частных предприятий. В 2008 году стал генеральным прокурором Монтаны.
В 2012 году Буллок был избран губернатором Монтаны и 7 января следующего года приведён к присяге.
Кандидат на президентских выборах в 2020 году.
На выборах в Сенат США в ноябре 2020 набрал 45 % голосов и проиграл сенатору-республиканцу Стивену Дэйнсу.
Женат на Лайзе Доунз (англ. Lisa Downs), у пары трое детей.